# 歇浦路
歇浦路是中華人民共和國上海市浦東新區一條西北-東南走向道路，西北起自歇浦路渡口，東南至浦東大道。全长526米，宽為24米。道路始建於中華民国22年（1933年），路名來自於黄浦江的別稱黄歇浦。